# Gouaram Ier d'Ibérie
Gouaram Ier d'Ibérie (en géorgien : გუარამ I) est un prince géorgien de Djavakhétie et de Calarzène, qui obtient le titre de prince-primat d'Ibérie et de curopalate de 588 à 590.

## Biographie
La Chronique géorgienne fait de Gouaram le Curopalate un proto-Bagratide, « Bagratide par son père mais issus des Chosroïdes par sa mère », fils d'un Salomon, émigré avec ses frères en Géorgie et descendant du roi prophète David et de Salomon. Elle le fait régner 25 ans de 575 à 600, en substitution des enfants de Bakour III d'Ibérie retirés en Kakhétie et en Héréthie. 
L'historiographie contemporaine, qui sur la base des sources arméniennes estime que les Bagratides ne se sont implantés en Ibérie qu'après 772, rejette cette hypothèse. Selon Cyrille Toumanoff, Gouaram serait le fils de Léon, coarchiduc d'Ibérie occidentale 522-534 (mort en 534), un jeune fils du roi Vakhtang Ier d'Ibérie et de son épouse grecque. Il serait ainsi un membre de la branche cadette de la dynastie des Chosroïdes d'Ibérie dite des « Gouaramides » qui avait reçu en partage les duchés du sud-ouest de l'Ibérie, la Klarjéthie et la Djavakhétie. 
Gouaram est habituellement identifié avec le dynaste « Gorgénès » (latin Gourgen), cité comme hégémon en 572-575 par le chroniqueur Théophane le Confesseur. On possède des monnaies de ce prince de l'année 586, sur lesquelles figurent les lettres G et N et qui portent au revers l'effigie du monarque du roi sassanide Hormizd IV (579-590).
Lors de la guerre entre l'Empire sassanide et l'Empire byzantin, sous le règne de Justin II (565-578), Gouaram/Gorgénès, allié au prince arménien Vardan III Mamikonian et aux Grecs, tente désespérément de se libérer du contrôle perse en 572. 
Vaincu, il se réfugie avec sa famille en Lazique et ne réapparaît sur la scène politique qu'en 588, lors de la révolte de l'Ibérie mentionnée par le chroniqueur géorgien Jouansher.
Les Ibères sollicitent l'aide de l'empereur Maurice (582-602) et réclament un souverain appartenant à la dynastie royale d'Ibérie ; Maurice désigne Gouaram et lui confère la dignité de curopalate avant de l'envoyer à Mtskheta. Il semble toutefois qu'un compromis ait été trouvé avec les Sassanides comme semble l'indiquer la monnaie de 586.
Cette initiative et la création de la fonction de prince-primat d'Ibérie remettent au premier plan les Chosroïdes qui depuis la suppression de la monarchie d'Ibérie par les Sassanides vers 580 ont été écartés du pouvoir. Toutefois ils ne sont plus des rois mais des « princes-primats » (érismthavari), premiers parmi leurs égaux. 
Gouaram est décrit comme un homme pieux, bâtisseur d'églises, il est traditionnellement crédité de la fondation du monastère de Jvari à Mtskheta.

## Postérité
Gouaram a comme successeur son fils, Stéphanos Ier pendant que son second fils Démétrius reçoit le titre d'« hypatos ».